# 프란츠 프라니츠키
프란츠 프라니츠키(독일어: Franz Vranitzky, 1937년 10월 4일~)는 오스트리아의 정치인, 기업인이다. 소속 정당은 오스트리아 사회민주당이다.

## 생애
빈에서 주조 공장 근로자의 아들로 태어났다. 학창 시절에는 농구 선수로 활동하였으며, 오스트리아 국가대표 선수로 활약하기도 했다. 그는 오스트리아 국가대표 선수로서 국제 경기 42경기 출전했으며, 1957년 유럽 선수권 대회에 참가했다.
1961년에는 지멘스-슈케르트에 입사했지만 나중에 오스트리아 국립은행에서 근무하게 된다. 1962년에는 오스트리아 사회민주당에 입당했고 1969년에는 국제 상업학과 박사 학위를 취득했다.
1984년부터 1986년까지 오스트리아 재무부 장관을 역임했으며 1986년 6월 16일부터 1997년 1월 28일까지 오스트리아의 연방수상을 역임했다. 1986년에 실시된 오스트리아 대통령 선거에서는 무소속으로 출마했던 쿠르트 발트하임이 제2차 세계 대전 시기에 나치 독일 육군으로 복무했던 경력을 문제삼기도 했다. 1988년부터 1997년까지 오스트리아 사회민주당 대표를 역임했다.